# Vinifrida
Santa Vinifrida ou Santa Vinefride (em galês:  Gwenffrewi; em latim: Vinefrida) foi uma mulher galesa cristã do século VII, da qual se formaram muitas lendas. Uma fonte de cura do tradicional local de sua decapitação e restauração é agora um santuário e local de peregrinação chamado de Fonte de Santa Vinifrida em Holywell, em Flintshire, no País de Gales, conhecida como a Lourdes de Gales.

## Lenda
De acordo com a lenda, Vinifrida foi a filha de um chefe nobre galês de Tegeingl, Tyfid ap Eiludd. Sua mãe foi Wenlo, uma irmã de São Beuno e membro de uma família próxima dos reis do sul de Gales. Seu pretendente, Caradoc, ficou enfurecido quando ela decidiu se tornar uma freira, e decapitou ela. Em uma versão do conto, sua cabeça rolou uma encosta e, onde ela parou, uma fonte de cura surgiu. A cabeça de Vinifrida subsequentemente voltou ao seu corpo devido aos esforços de seu tio maternal, São Beuno, e ela retornou a vida. Vendo o assassino inclinando sua espada com um ar insolente e desafiador, São Beuno invocou o castigo do céu, e Caradoc caiu morto no local, a crença popular diz que o chão se abriu e engoliu ele. São Beuno deixou Holywell, e retornou a Caernarfon. Antes ele abandonou a tradição que ele se sentou em uma pedra, que agora é a fonte, e ali ele prometeu em nome de Deus "que qualquer pessoa no local que pedisse três vezes por um benefício de Deus em nome de Santa Vinifrida poderia obter a graça que ele pedisse se fosse para o bem de sua alma." Mais tarde, ela se tornou uma freira e uma abadessa em Gwytherin, em Denbighshire.
Após oito anos em Holywell, Vinifrida recebeu uma inspiração de abandonar o convento e ir em direção ao interior. Consequentemente, Santa Vinifrida fez sua peregrinação procurando um lugar para descanso. Por fim, ela chegou em Gwytherin, próximo a nascente do rio Elwy. Versões mais elaboradas desse conto relatam muitos detalhes de sua vida, incluindo a peregrinação de Vinifrida a Roma.
Apesar de haver remotos registros neste período, ali parece ser uma base histórica para esta personagem. Nos antigos manuscritos em latim sobre sua vida, um pouco de atenção é dada para a cicatriz em seu pescoço, dessa forma ela poderia ter sido atacada por Caradoc. O irmão de Vinifrida é conhecido por ter matado Caradoc como vingança por um crime. Ela sucedeu a abadessa Santa Tenoi, que é acreditada ser uma tia-avó materna.

## Veneração
Após sua morte (c. 660), Vinifrida foi enterrada em sua abadia. Em 1138, seus restos mortais foram trasladados para Shrewsbury, para formar as bases de um santuário elaborado. O santuário e a fonte tornaram-se os maiores locais de peregrinação na Baixa Idade Média, mas o santuário foi destruído por Henrique VIII em 1540.

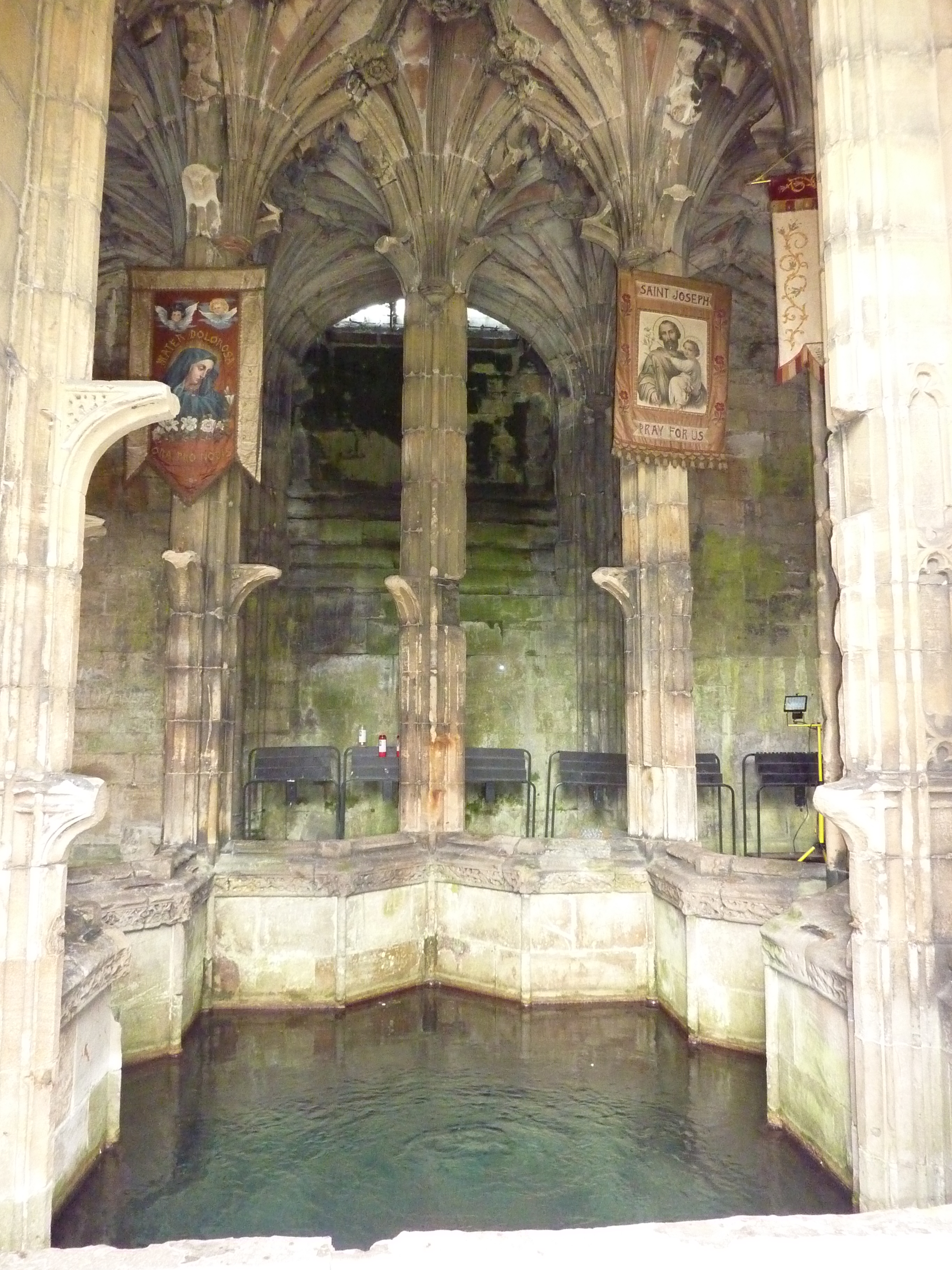
Fonte de Santa Vinifrida, em Holywell

Qualquer que seja a verdade exata de sua lenda, Vinifrida foi venerada como uma santa desde o momento de sua morte. Desde essa época também, sua fonte em Holywell foi um lugar de peregrinação e cura – o único lugar no Reino Unido com uma história contínua de peregrinação por mais de treze séculos. A fonte, originalmente formou uma nascente na montanha, é alojada abaixo da cidade, no lado de uma colina íngreme no santuário de Santa Vinifrida (Gwenffrwd ou Gwenfrewi), considerada como um dos melhores exemplos que sobrevivem de uma fonte sagrada medieval no Reino Unido. O recinto da fonte também aloja uma Exibição Interpretativa, mostrando a história da santa e de seu santuário em detalhes; e a inicialmente casa de custódia vitoriana foi convertida para um museu de peregrinação.

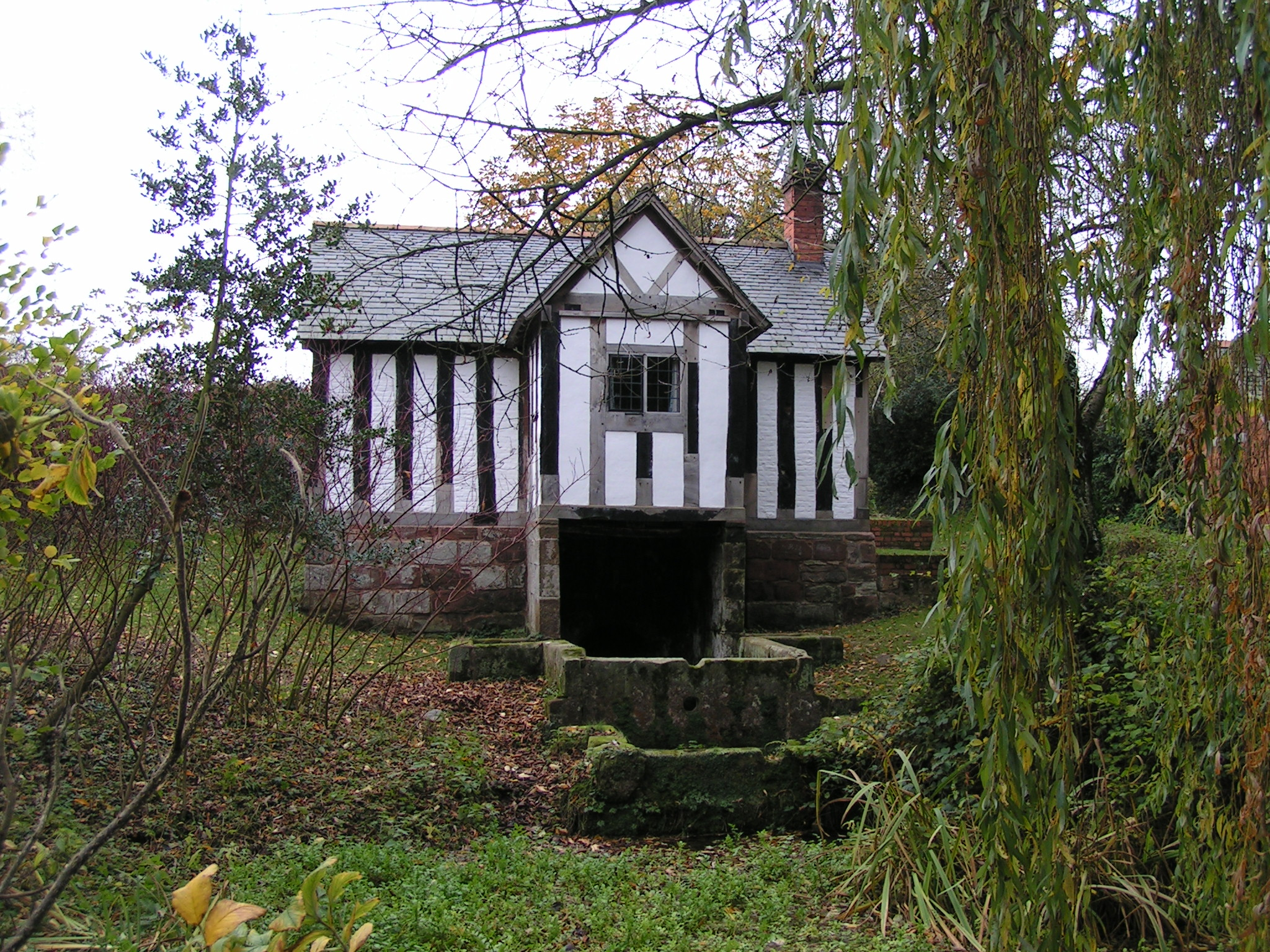
Fonte de Santa Vinifrida, em Woolston, Shropshire

Outra fonte batizada por Santa Vinifrida está na aldeia de Woolston, próximo de Oswestry, em Shropshire. É cogitado que em seu caminho para Abadia de Shrewsbury, o corpo de Vinifrida foi sulcado ali durante a noite e uma fonte brotou pra fora do terreno. Acredita-se que a água tenha poderes de cura e seja boa para curar contusões, feridas e ossos quebrados[carece de fontes?] A fonte é protegida por uma cabana enxaimel do século XV. A água corre uma série de rochas e desagua em um largo lago, que então corre em um riacho. A cabana é sossegada, pacífica localizada no meio do campo, e é mantida pelo Landmark Trust.
Uma outra fonte supostamente decorrente do abandono do corpo de Vinifrida está em Holywell Farm, no meio do caminho entre Tattenhall e Clutton, em Cheshire. Há uma fonte no jardim desta fazenda não-produtiva que abastece duas casas com sua água potável.[carece de fontes?]
Uma fonte em Lansdown Hill, Bath foi conhecida como Fonte de Santa Vinifrida e ganhou seu nome pela proximidade de Winifreds Lane. Ali, parece não haver nenhuma conexão conhecida com a vida da santa, mas suas águas supostamente ajudam mulheres a engravidar.
Uma igreja normanda, dedicada a Santa Vinifrida, pode ser encontrada no vilarejo de Branscombe, Devon. Há alguma evidência arqueológica que sugere que uma antiga igreja saxônica deve ter ocupado o local.[carece de fontes?]

## Martirológio Romano
Na edição de 2004 do Martirológio Romano, Vinifrida é listada em 2 de novembro com o nome latino Winefrídae. Ela é listada como se segue: Na fonte localizada em Holywell, no País de Gales, Santa Vinifrida, a Virgem, que é ilustre em sua testemunha como uma freira. Assim, Vinifrida é oficialmente reconhecida pelo Vaticano como uma pessoa com uma base histórica, que viveu uma vida religiosa exemplar, mas não há discussão de milagres que ela deve ter realizado ou sido curado por ela. Como uma santa do primeiro milênio, ela é reconhecida como uma santa por aclamação popular, nunca sendo formalmente canonizada.
No atual calendário litúrgico católico do País de Gales, ela é celebrada em 3 de novembro, pois 2 de novembro é designado como o dia de Finados.

## Iconografia
Sua representação em vitral em Llandyrnog e Llanasa focaliza em seu conhecimento e seu status como uma mártir honorário, mas o terceiro aspecto de sua vida, sua liderança religiosa, é também comemorada visualmente. No selo da divisão da catedral de São Asafo (agora nos Museus Nacionais e Galerias de Gales, em Cathays Park, Cardiff), ela aparece vestida com um véu como uma abadessa, que traz um cruzeiro, símbolo da liderança e autoridade e um relicário.